# Casa es de Luisa
La casa es de Luisa és una obra del municipi d'Es Bòrdes (Vall d'Aran) inclosa en l'Inventari del Patrimoni Arquitectònic de Catalunya.

## Descripció
La casa de Loisa és un "auviatge" amb els edificis separats pel carrer, però val a dir que la borda és una rèplica de la casa.
La casa segueix la tipologia usual a la Val, de secció rectangular, amb la façana paral·lela al carener (capièra), cinc obertures de fusta en les dues plantes i al capdamunt golfes (humarau), amb dues línies de lluernes (lucanes i capochines) i colomers (boques de lop). La coberta d'encavallades de fusta sosté un llosat de pissarra, de dues vessants i "tresaigües" amb sengles xemeneies (humenèges) en els extrems. La façana és decorada en sentit longitudinal per un sòcol, una motllura a mitjana alçada i una cornisa esglaonada; i en sentit vertical per quatre pilastres, elements que subratllen la simetria sobre un arrebossat salmó. Damunt la porta una pedra porta gravat l'any 1826. L'entrada dona accés a uns grans salons a dreta i esquerra, pavimentats amb enormes lloses de pedra negra. El distribuïdor comunica amb una senyorial escala de fusta treballada que comunica amb la planta noble, amb diverses estances destinades a habitacions, biblioteca, etc.

## Història
És una de les cases construïdes, segons es creu, amb materials del Castèl-Leon, del qual no n'ha quedat cap pedra.